# توجه سه گانه و تعامل در نوزادان
توجه سه‌گانه و تعامل در نوزادان (انگلیسی: Triadic attention and interaction in infants) یک تعامل اجتماعی است که بین دو نفر و یک شیء خارجی اتفاق می‌افتد. این در مقابل تعامل دو گانه (Dyadic) است که فقط بین دو نفر اتفاق می‌افتاد. تعامل سه‌گانه و دو گانه در رشد قابلیت‌هایی نظیر زبان و تقلید ضروری هستند. اهمیت تعامل سه‌گانه، به‌طورِ خاص، برای اولین بار توسط (Georg Simmel) جامعه‌شناس آلمانی در قرن ۱۹ مورد بررسی قرار گرفت.
فهمیدن اینکه توجه اشتراکی چگونه از طریق تعامل سه‌گانه در انسان رشد می‌کند از اهمیت فوق‌العاده‌ای در شناخت اجتماعی برخوردار است. بدین منظور، رفتار نوزادان باید مورد بررسی قرار گیرد. توجه سه‌گانه را می‌توان به عنوان توانایی دو شخص، دو توجه بریک شخص یا شئی سوم تعریف کرد. گفته شده که این فرایند در نوزادان وقتی رشد می‌کند که قادر باشند شیء سومی را که در معرض دیدشان قرار می‌گیرد (وقتی شخص دیگری جهت نگاهش را تغییر دهد) شناسایی کنند و به آن سمت برگردند. در ابتدا نوزادان به تماس مستقیم چشم به چشم حساسند (تعامل دوگانه) و به‌تدریج به توجه سه‌گانه هم حساس می‌شوند، یعنی توانایی شناخت در نگاه کردن به اشیاء، و به سمتی که نگاه دیگران بر می‌گردد را به دست می‌آورد.
آزمایش‌های فراوانی در بررسی توجه سه‌گانه و توجه اشتراکی دوگانه انجام شده‌است. برای مثال استریانو و استاهل (2005 Striano and Stahl) دریافتند که حساسیت به توجه سه‌گانه تقریباً در سن ۳ ماهگی زیاد می‌شود. در یک پژوهش دیگر، کلیولند (Cleveland et al. 2007)، توجه سه‌گانه را در نوزادان ۵ تا ۷ ماهه مورد مطالعه قرار دادند. در این آزمایش آن‌ها نوزادان را در معرض دو نوع تعامل مختلف قراردادند: ۱- توجه اشتراکی (Joint attention) که در آن یک بزرگسال در مورد یک اسباب بازی با یک نوزاد صحبت می‌کند و دائماً نگاهش بین نوزاد و اسباب بازی جابه‌جا می‌شود؛ ۲- توجه فقط به شیء (Only object): در این تعامل بزرگسال فقط به اسباب بازی و به یک نقطه از سقف نگاه می‌کند، اما اصلاً به کودک توجه نمی‌کند. آن‌ها دریافتند که نوزادان ۷ ماهه در ادامه توجه اشتراکی نسبت به توجه فقط به شیء، به‌طور مشخص نگاه طولانی تری به روی اسباب بازی جدید دارند، در حالی که تفاوت قابل ملاحظه‌ای در این موقعیت در نوزادان ۵ ماهه آشکار نشد. در تفسیر این موضوع، می‌توان گفت که توجه اشتراکی در نوزادانِ ۷ ماهه (با افزایش سن) رمز گردانی اطلاعات برای آشنایی با شیء را تسهیل می‌کند.
نهایتاً می‌توان گفت اگر چه تحقیقات اخیر ما را به بسیاری از ناشناخته‌ها در زمینه شناخت اجتماعی اولیه هدایت کرده‌است، اما همچنان سوالات بسیاری وجود دارد که نیازمند تلاش‌های یکپارچه علوم تحولی، علوم رفتاری وعلوم اعصاب-شناختی است. علاوه بر این، به کمک تحقیقات در این زمینه می‌توان تشخیص اختلال‌های ارتباطی نظیر اوتیسم در نوزادان را بهبود بخشید. در نتیجه، ما قادر خواهیم بود درمانهای اولیه که شانس بهبودی را افزایش می‌دهد را زود شروع کنیم.